# Scaun cu rotile

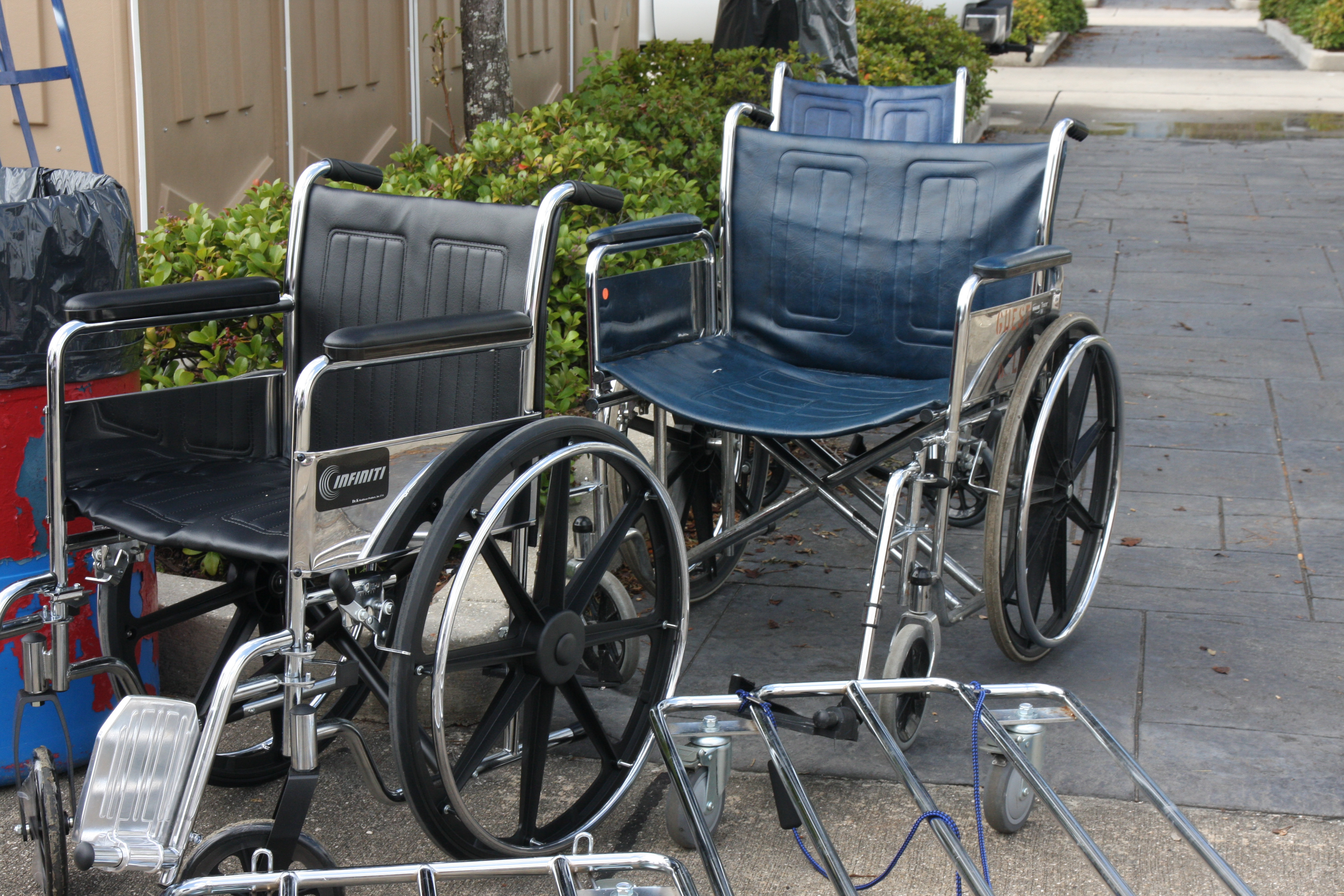
Scaune cu rotile

Un scaun cu rotile este un scaun cu roți, folosit atunci când mersul pe jos este dificil sau imposibil din cauza unei boli, a unei răni sau datorită invalidității.

## Istoric
În 1655, Stephan Farffler, un ceasornicar paraplegic în vârstă de 22 de ani, a construit primul scaun autopropulsat din lume pe un șasiu cu trei roți folosind un sistem de manivele și roți dințate. Cu toate acestea, dispozitivul semăna mai mult cu o bicicletă de mână decât cu un scaun cu rotile, deoarece designul includea manivele montate pe roata din față.
În 1887, scaunele cu rotile („scaune rulante”) au fost introduse în Atlantic City, astfel încât turiștii invalizi să le poată închiria pentru a se bucura de Boardwalk.